# دنی شیء
دنی شی (به انگلیسی: Danny Shea) بازیکن فوتبال زادهٔ ۶ نوامبر ۱۸۸۷ اهل کشور انگلستان که سابقهٔ بازی در تیم ملی فوتبال انگلستان را در کارنامهٔ خود دارد. وی در تاریخ ۱۴ فوریه ۱۹۱۴ نخستین بازی ملی خود را در مقابل تیم ملی فوتبال ایرلند انجام داد و با حضور در ۲ بازی ملی، در تاریخ ۱۶ مارس ۱۹۱۴ واپسین بازی ملی‌اش را در برابر تیم ملی فوتبال ولز برگزار کرد.